# D. W. Haydock Motor Car Manufacturing Company
D. W. Haydock Motor Car Manufacturing Company war ein US-amerikanischer Hersteller von Automobilen.

## Unternehmensgeschichte
D. W. Haydock gründete 1907 das Unternehmen in St. Louis in Missouri. Im gleichen Jahr begann die Produktion von Automobilen. Der Prototyp wurde Haydock genannt. Die Serienmodelle erhielten den Markennamen Cosmopolitan. 1910 endete die Produktion.

## Fahrzeuge
Das Unternehmen stellte Highwheeler her. Der Haydock Front Drive blieb ein Prototyp. Er hatte einen Frontmotor, was etwas ungewöhnlich für einen Highwheeler war. Er trieb über eine Kette die Vorderachse an, was es damals fast gar nicht gab. Damit sollte die Gefahr des Schleuderns in Kurven minimiert werden. Allerdings erreichen Highwheeler in der Regel nur geringe Geschwindigkeiten. Ein weiterer Vorteil sollte bei Bergfahrten auftreten, allerdings gilt Missouri als relativ flach. Ein weiteres Merkmal war ein runder Kühlergrill.
In der Serienausführung trieb der Frontmotor die Hinterachse an.
1907 gab es nur das Model B. Der Einzylindermotor leistete 5 PS. Der Radstand betrug 152 cm. Der Aufbau war ein offener Runabout, wie auch bei allen folgenden Modellen.
1908 wurden die Fahrzeuge stärker und länger. Ein Zweizylindermotor mit 10/12 PS Leistung trieb sie an. Das Fahrgestell hatte 221 cm Radstand. Type 4 war zweisitzig, Type 5 dreisitzig und Type 6 viersitzig.
1909 wurde die Motorleistung auf 14 PS gesteigert. Der Radstand blieb unverändert. Es gab nur das Model No. 4. Die Anzahl der Sitze ist nicht überliefert.
1910 folgte das Model No. 5. Der Motor leistete 18 PS. Der Radstand war auf 246 cm verlängert worden.

## Modellübersicht
| Jahr | Modell      | Zylinder | Leistung (PS) | Radstand (cm) | Aufbau            |
| ---- | ----------- | -------- | ------------- | ------------- | ----------------- |
| 1907 | Model B     | 1        | 5             | 152           | Runabout          |
| 1908 | Type 4      | 2        | 10/12         | 221           | Runabout 2-sitzig |
| 1908 | Type 5      | 2        | 10/12         | 221           | Runabout 3-sitzig |
| 1908 | Type 6      | 2        | 10/12         | 221           | Runabout 4-sitzig |
| 1909 | Model No. 4 | 2        | 14            | 221           | Runabout          |
| 1910 | Model No. 5 | 2        | 18            | 246           | Runabout          |